# Leontodon biscutellifolius
Leontodon biscutellifolius — вид рослин з родини айстрових (Asteraceae), поширений у південній і південно-східній Європі, Грузії, Вірменії, Туреччині.

## Поширення
Поширений у південній і південно-східній Європі, Грузії, Вірменії, Туреччині.